# Melitta nigrabdominalis
Melitta nigrabdominalis är en biart som beskrevs av Wu 1988. Melitta nigrabdominalis ingår i släktet blomsterbin, och familjen sommarbin. Inga underarter finns listade i Catalogue of Life.